# Jan Andrzej Morsztyn

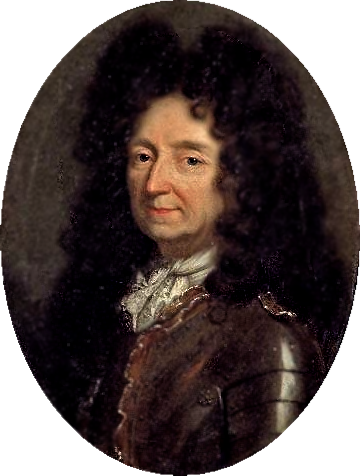
Jan Andrzej Morsztyn.

Jan Andrzej Morsztyn, född 24 juli 1621 i Wiśnicz, död 8 januari 1693 i Paris, var en polsk hovman, diplomat och poet. Politiskt var han orienterad mot Frankrike. Han var Ludvig XVI:s agent vid det polska hovet, och det var till Frankrike han emigrerade då hans politiska spekulationer slagit fel. Inom poesin var han influerad av den italienska barocken.